# Camaridium tigrinum
Camaridium tigrinum là một loài thực vật có hoa trong họ Lan. Loài này được (C.Schweinf.) M.A.Blanco mô tả khoa học đầu tiên năm 2007.